# Eilema gibrati
Eilema gibrati är en fjärilsart som beskrevs av Charles Oberthür. Eilema gibrati ingår i släktet Eilema och familjen björnspinnare. Inga underarter finns listade i Catalogue of Life.